# Bando de Aridane
Bando de Aridane es el nombre por el que se conoce a una de las doce demarcaciones territoriales en las que los aborígenes benahoaritas tenían dividida la isla de La Palma ―Canarias, España― a la llegada de los conquistadores castellanos a finales del siglo XV.
Su capitán o caudillo en tiempos de la conquista era Mayantigo, que significa 'pedazo de cielo' en lengua aborigen, aunque también era conocido como Aganeye, que quería decir 'brazo cortado'.

## Etimología
El término Aridane es un vocablo de procedencia aborigen que para algunos filólogos podría ser traducido como 'llano' o 'lugar llano', al comparar la voz con paralelos en lengua bereber.

## Características
Según Juan de Abreu Galindo, el señorío de Aridane se extendía desde Amagar hasta Tijuya y las cuevas de Herrera, es decir, ocupaba gran parte del valle de Aridane, perteneciéndole el macizo montañoso meridional de la caldera de Taburiente conocido como Bejenao y el cauce medio-bajo del barranco de las Angustias. Se extendía así por parte de los modernos municipios de El Paso, Los Llanos de Aridane y Tazacorte.

## Historia
En la costa de este bando, en el puerto de Tazacorte, tuvo lugar el desembarco en 1492 del capitán castellano Alonso Fernández de Lugo y sus tropas para dar inicio a la conquista de la isla. Los aborígenes de Aridane se rindieron sin luchar, ya que habían establecido pactos previos con los castellanos establecidos en la isla de Gran Canaria.

## Economía
La principal actividad económica fue la ganadería, aunque también eran recolectores de frutos, raíces y moluscos de costa.